# Les Anglades

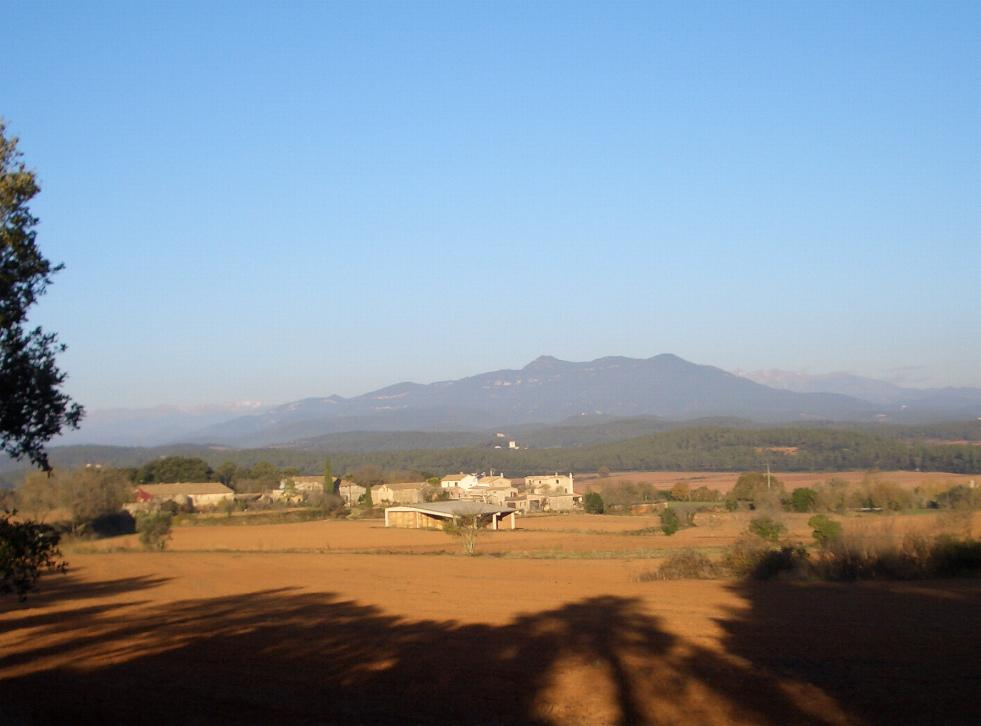
Les Anglades des del sud-est, novembre del 2004.

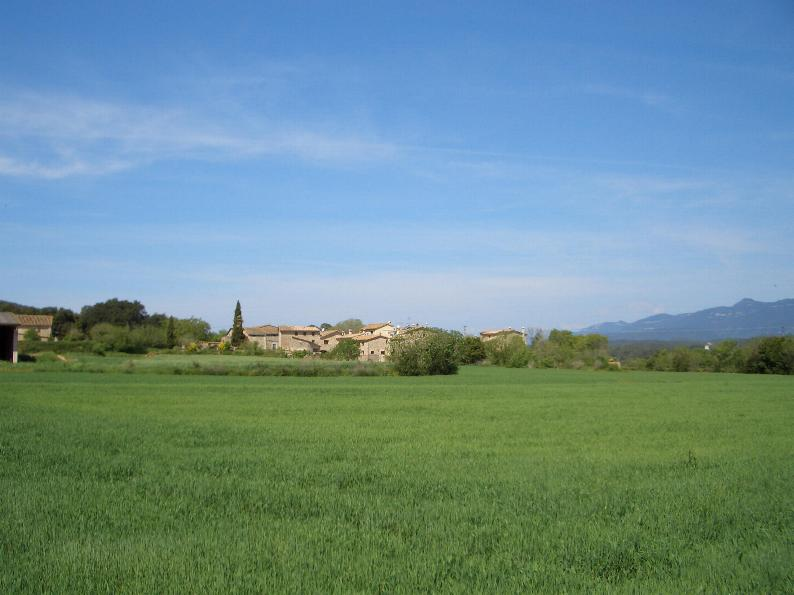
Les Anglades des de l'est, abril del 2008.

Les Anglades és un veïnat del poble de Vilert, pertanyent al municipi d'Esponellà, a la comarca del Pla de l'Estany. Dins del territori corresponent al poble de Vilert, queda a la part oriental de la riba sud del Fluvià. Està format pel nucli del veïnat, un altre grup de cases, separades entre elles per pocs centenars de metres, anomenades Les Barraques i algunes cases o masos dispersos.
L'any 2009 s'hi comptabilitzaven 16 cases habitades (12 com a primera residència). El nombre d'habitants és de 35 de primera residència més uns 18 de segona residència.
A tocar del seu nucli encara hi ha rastres del castell medieval de la família dels Vilert.